# Средња школа
Средња школа је трогодишња или четворогодишња школа у коју ученик полази након завршене основне школе.
Средње школе се деле на гимназије, струковне или стручне школе и уметничке школе. Гимназије могу бити опште, језичке, класичне, природно-математичке и природне; а образовање у њима траје четири године. Струковне школе се деле на четворогодишње (техничке, здравствене, привредне, пољопривредне и др.) и трогодишње школе (индустријске, занатске и др.). Уметничке школе образују ученике у подручју музике, плеса, ликовне уметности и дизајна и школовање у њима траје четири године. Осим ових, постоје и средње школе МУП-а, војне школе и верске школе.
Након четворогодишње средње школе ученик може наставити образовање на универзитету.

## Историја
Неки вид образовања за адолесценте постао је неопходан у свим друштвима која су имала писмо и која су се бавила трговином. У западној Европи, формално средње образовање може се пратити до атинских образовних реформи из 320. године пре нове ере. Иако је њихова цивилизација била надвладана и они били поробљени, хеленистички атински учитељи су били цењени у римском систему. Римске и хеленистичке школе реторике предавале су седам слободних уметности и наука – граматику, реторику, логику, аритметику, геометрију, музику и астрономију – које су сматране припремом за студије на терцијарном нивоу теологије, права и медицине. Дечаци би били припремљени да уђу у ове школе од стране приватних учитеља код куће. Девојке би школовање имале само код куће.

### Ренесанса и реформација
Док је у континенталној Европи ренесанса претходила реформацији, локални услови у Енглеској условили су да је реформација прва дошла. Реформација је, између осталог, била о томе да се дозволи лаицима да тумаче Библију на свој начин без интервенције свештеника, и по могућности на народном језику. Ово је стимулисало оснивање бесплатних гимназија – које су настојале да имају мање ограничен наставни план и програм. Колонизација је захтевала навигацију, мерење, језике и административне вештине. Лаици су желели да ово буде предавано њиховим синовима. Након што је Гутенберг 1455 развио штампање покретним металним словима и Тиндејл је превео Библију на енглески (1525), латински је постао вештина резервисана за католичку цркву и синове конзервативног племства. Почеле су да се оснивају школе за синове трговаца у Европи и колонијама - на пример Бостонска латинска гимназија (1635).
Коменски (1592–1670), моравски протестант је предложио нови модел образовања – где су се идеје развијале од познатог ка теоријском, а не кроз понављање, где су језици предавани на народном језику и подржавали универзално образовање. У својој Didactica Magna (Велика дидактика), он је изложио систем школа који је близак пандан многим западним школским системима: обданиште, основна школа, средња школа, колеџ за шест разреда, универзитет. Локово дело Неке мисли о образовању (1693) наглашавају важност ширег интелектуалног тренинга, моралног развоја и физичког очвршћавања.
Гимназије тог периода могу се категоризовати у три групе: девет водећих школа, од којих седам интерната које су одржавале традиционални наставни план и програм класика, и углавном су служиле 'аристократији и скверархији'; већина старих задужбинарских гимназија које су служиле широкој друштвеној бази у својим непосредним местима које су се такође придржавале старог наставног плана и програма; гимназије које су се налазиле у већим градовима, које су служиле породицама трговаца који су прихватили промене.

### Индустријализација
Током 18. века друштвена база средњих школа се проширила и њихов наставни план и програм се развио, посебно у математици и природним наукама. Али ово није било универзално образовање и било је самоодабирно богатством. Индустријска револуција је то променила. Индустрија је захтевала образовану радну снагу где су сви радници морали да имају завршено основно образовање. У Француској је Луј XIV преузео контролу над образовањем од језуита, Кондорсе је основао колеџ за опште ниже средње образовање широм земље, затим је Наполеон успоставио регулисан систем лицеја. У Енглеској, Закон о фабрикама Роберта Пила из 1802. захтевао је од послодавца да обезбеди инструкције читања, писања и аритметике током најмање прве четири године од седам година шегртовања. Држава је прихватила одговорност за основно образовање сиромашних. Обезбеђење школских места остало је неадекватно, те је Наредбом Савета од 10. априла 1839. године формиран Комитет Тајног савета за образовање.

## Право на средње образовање
Уједињене нације су биле јаке у својој посвећености образовању за све, али су запале у лингвистичке потешкоће у дефинисању тог права.
Малала Јусафзаj, добитница Нобелове награде за мир је у интервјуу 2017. изјавила да:
„Мој циљ је да се побринем да свако дете, девојчица и дечак, добију прилику да иду у школу.” „То је њихово основно људско право, тако да ћу радити на томе и никада нећу стати док не видим последње дете да иде у школу."

Организација Чувар људских права је 2017. године усвојила политику позивајући државе да предузму хитне мере како би осигурале да средње образовање буде доступно свима бесплатно и да је обавезно до завршетка ниже средње школе. Ово је био позив да средње образовање буде укључено као део минималног језгра права на образовање и да се посматра као непосредна обавеза.

## Будући правци средњег образовања
UNESCO верује да, како би се млади људи припремили за живот и рад у свету који се брзо мења, системи средњег образовања морају бити преоријентисани како би им пружили широк репертоар животних вештина. Ове вештине треба да обухватају кључне генеричке компетенције, практичне способности које нису специфичне за занимање, ICT, способност самосталног учења, рада у тиму, предузетништва и грађанске одговорности.

### Промовисање владавине права
Адолесценција је повезана са периодом значајног раста када су идентитет, припадност и социјализација, посебно међу вршњачким групама, веома важни. Средње школе играју важну улогу у социјализацији, развоју и формирању идеја и приступа младих правди, демократији и људским правима.

### Образовање за планирање каријере и живота
Активности образовања за планирање каријере и живота (CLPE), као и образовање за развој каријере одвијају се у средњим школама у Хонгконгу. Прелазак ученика са студија на посао је важан у Хонгконгу и стога је омогућено образовање о каријери у вишим средњим школама у овој земљи. Међутим, у њиховим средњим школама се још увек не врши праћење послова.